# Sant Joan de Benós
Sant Joan de Benós és una obra d'Es Bòrdes (Vall d'Aran) inclosa a l'Inventari del Patrimoni Arquitectònic de Catalunya.

## Descripció
Capella de planta rectangular orientada d'Est a Oest. La porta d'entrada, està feta amb un bastiment de fusta i es troba a la cara de llevant; hi ha una pedra amb l'any de la construcció: 1816. Consta d'una petita obertura al mur de migdia i d'una espadanya al mur de llevant.